# 黑塔系列小說
《黑塔》（英語：The Dark Tower）是一系列由美國作家史蒂芬·金創作的長篇奇幻小說，一共有八部，第一集《黑塔I 最後的槍客》於1982年限量出版，而後其他六部小說《黑塔II 三張預言牌》（1987年）、《黑塔III 荒原的試煉》（1991年）、《黑塔IV 巫師與水晶球》（1997年）、《黑塔V 卡拉之狼》（2003年）、《黑塔VI 蘇珊娜之歌》（2004年）及《黑塔VII 業之門》（2004年）陸續出版。系列中尚有外傳《伊路利亞小姑娘》和《穿過鑰匙孔的風》。該系列小說講述來自基列地的最後一名槍客羅蘭·德斯欽與他來自各方的共業夥伴（Ka-tet）追尋黑塔的故事。《黑塔》的繁體中文版由臺灣皇冠出版社代理，簡體中文版則由人民文学出版社出版。
史蒂芬·金於1970年開始撰寫《黑塔》，直至2003年大致完工，共花了30多年完成《黑塔》系列小說。該系列小說的靈感來自羅勃特·白朗寧的詩《公子羅蘭來尋黑塔》、奇幻小說《魔戒》、亞瑟王傳說和電影《鏢客三部曲》等，而主角羅蘭·德斯欽的角色特質則源自《鏢客三部曲》中克林·伊斯威特所飾角色的形象。金曾將現有的《黑塔》系列視為初稿，甚至曾打算重寫整個系列來修正一些銜接錯誤。系列小說的插圖部分由麥可·惠倫、菲爾·海爾、奈德·達美隆、戴夫·麥金、伯尼·萊森、達瑞·安德森（Darrel Anderson）與傑·李負責。
《黑塔》系列小說在史蒂芬·金的眾多作品中處於核心地位，與金部分其他的作品有些許關聯。該系列小說曾改編成漫畫。改編自該系列小說的電影由尼科萊·阿爾賽執導，伊卓瑞斯·艾巴飾演羅蘭·德斯欽，於2017年8月4日由哥倫比亞影業在美國發行，所獲評價多為負面。而電視劇的改編作業目前處於停頓當中。

## 劇情綱要
「黑塔」（Dark Tower）是一座傳說中的建築物及宇宙的樞紐，連接6條負責維持所有世界平衡的光束。在中世界（Mid-World），其中4條光束已開始崩壞，世界也開始「前近」，萬物逐漸分崩離析。基列地（Gilead）的準統治者史蒂芬·德斯欽（Steven Deschain）和嘉珀麗（Gabrielle）之子羅蘭·德斯欽在14歲時提早通過考驗成為槍客。隨後，史蒂芬擔心自己的參事巫師馬登·寬斗篷（Marten Broadcloak，即蘭道爾·佛來格）會傷害羅蘭，便將羅蘭與其好友艾倫·強斯（Alain Johns）與卡斯博·艾爾古德（Cuthbert Allgood）送至梅吉斯（Mejis）領地避難。化名為威爾·狄爾勃的羅蘭在梅吉斯與已有婚約的少女蘇珊·戴嘉多（Susan Delgado）墜入愛河，並在粉紅水晶球「梅林的彩虹中看見了自己的未來——黑塔。然而，蘇珊遭人陷害，被活活燒死。回到基列地後，血腥的內戰爆發，史蒂芬遭人殺害，與馬登有染的嘉珀麗被羅蘭誤殺。戰爭尾聲，槍客們試圖在耶利哥丘對「大善人」（Good Man）約翰·法爾森（John Farson）的軍隊進行最終反擊，艾倫、卡斯博與其他槍客都死於該場戰役之中，基列地陷落，只有羅蘭倖存了下來。身為最後槍客的他踏上了追尋黑塔的旅程。
《黑塔I 最後的槍客》的故事從羅蘭追著黑衣人（即華特·歐汀/佛來格）到了沙漠開始說起。羅蘭在塔爾城（Tull）與暴民大戰後，在驛站遇見死於現實世界的紐約後來到中世界的男孩傑克·錢伯斯（Jake Chambers）。兩人結為同伴，但最終羅蘭為了趕上黑衣人而任由傑克死亡。羅蘭趕上了黑衣人並與他長談，黑衣人用七張牌算出羅蘭的命運。談話結束後，黑衣人消失得無影無蹤，羅蘭繼續他的黑塔之旅。在《黑塔II 三張預言牌》中，羅蘭在海灘上遭到龍蝦怪攻擊，身負致命重傷、資源匱乏之時發現了三道可通往現實世界的門。他分別從寫有「囚犯」及「陰影夫人」的門帶回了毒蟲艾迪·迪恩（Eddie Dean）及人格分裂的歐黛塔·霍姆斯（Odetta Holmes），再從第三道寫有「推人者」的門中阻止了傑克的死。羅蘭也從門帶回足以療傷的藥物和大量彈藥。三道門的旅程結束後，羅蘭與艾迪間接幫助歐黛塔的兩種人格合而為一成，從此她成為了蘇珊娜（Susannah）。三人踏上了黑塔之旅。
在《黑塔III 荒原的試煉》中，羅蘭開始教導艾迪與蘇珊娜成為槍客，途中發現了前往黑塔的「光束之徑」，三人踏上這條路繼續前進。與此同時，在紐約復活的傑克透過一道門回到了中世界，加入羅蘭的團隊。他們也在旅途上收留了一隻學舌獸，取名為仔仔（Oy）。接著，眾人行經盧德城（Lud），在一番折騰後逃離了以「滴答人」（Tick-Tock Man）為首的強盜和熱愛謎語的瘋狂火車伯廉（Blaine）的魔掌，在《黑塔IV 巫師與水晶球》到了荒城托佩卡（Topeka），羅蘭告訴眾人自己在梅吉斯時與蘇珊的故事。故事說畢後，前方等著一行人的是奧茲的綠色宮殿，羅蘭等人與佛來格短暫交鋒。《黑塔V 卡拉之狼》的故事舞台是布萊恩·史特吉斯卡拉（Calla Bryn Sturgis），眾人遇見了和傑克一樣來自現實世界美國的吸血鬼獵人卡拉漢神父，從他口中得知了「跨界」的事情。羅蘭等人隨後與村民聯手對抗來犯的「狼群」。《黑塔VI 蘇珊娜之歌》中，蘇珊娜受到另一人格米亞（Mia）控制，帶著水晶球「梅林的彩虹」之一「黑十三」逃到了紐約，米亞打算在那裡生下孩子。米亞是曾吸取羅蘭精液的神喻，亦是在眾人將傑克帶來中世界時強暴蘇姍娜的通靈魔。她在強暴蘇珊娜時將羅蘭的精液注入蘇珊娜體內。傑克、卡拉漢神父及仔仔前往蘇珊娜所在的現實世界時空，而羅蘭與艾迪則到了1977年，成立共業有限公司（Tet Corporation），保護與黑塔同樣支撐著整個世界的玫瑰。羅蘭與艾迪也成功促使創造他們的作家史蒂芬·金（即本書的作者）繼續寫下去。
《黑塔VII 業之門》裡，傑克、卡拉漢神父及仔仔未能阻止米亞生下孩子，卡拉漢神父在戰鬥中犧牲。誕生的孩子名為莫德瑞（Mordred），是羅蘭及血腥之王共同的兒子。莫德瑞出生後吃掉了米亞。佛來格也在之後因輕敵而被莫德瑞殺死。接著，眾人前往霹靂地的帝法托易（藍色天堂）解放破壞光束的「破壞者」，但艾迪在戰鬥中被射殺。解放破壞者後，羅蘭、傑克與仔仔來到紐約阻止史蒂芬·金的死，但傑克也因此犧牲。羅蘭之後前往共業有限公司，確認玫瑰有受到保護。接著，羅蘭、蘇珊娜與仔仔繼續前往黑塔，在旅途中，蘇珊娜選擇與羅蘭分道揚鑣，前往另一版本的紐約，遇見在平行世界中活著的艾迪與傑克（兩人在平行世界裡是兄弟，姓托倫）；仔仔為了攻擊莫德瑞而死；羅蘭槍殺了莫德瑞。最終，羅蘭到達了黑塔，在擁有神奇能力（畫出來的畫會成真）的男孩派崔克·丹維爾（Patrick Danville）的幫助下，羅蘭擊敗了盤據黑塔的邪惡主宰血腥之王。羅蘭在登塔的過程中經歷了自己的過去，塔頂的門將他清除記憶並送回沙漠，也就是故事的開頭。他繼續追逐黑衣人，但這次他的物品多了祖先——基列丁主亞瑟·艾爾德（Arthur Eld）吹過的古銅號角。

## 主要角色
- 羅蘭·德斯欽，來自中世界的基列地，最後一名槍客，史蒂芬·德斯欽和嘉珀麗之子[17]，艾爾德的血脈[12][13]。他在14歲時受馬登·寬斗篷心懷不軌的刺激，冒著失敗被流放的風險選擇提早接受考驗，最後成功擊敗導師寇特（Cort），成為槍客[18][19][20]。他的父親因擔心他的安危將他送至梅吉斯避難[21][20]。羅蘭在那裡與蘇珊·戴嘉多（Susan Delgado）墜入愛河，並在水晶球看見了自己的未來——黑塔[22][23]。蘇珊死去、吉列地淪陷之後，羅蘭踏上了他的黑塔遠征[24][25]。

- 艾迪·狄恩，來自1987年的紐約[26][27][28]，溫道爾·狄恩之子[29]。在遇見羅蘭之前，受到哥哥亨利（Henry）影響，艾迪曾做過運輸毒品的工作，並染上毒癮[30]。在《黑塔II 三張預言牌》中，羅蘭救了陷入生命危險的他，並將艾迪帶到中世界[31]。在到達中世界後，艾迪戒除了毒癮[32]，並愛上了蘇珊娜，與她結為夫妻，同時也在羅蘭的訓練下成為槍客。

- 蘇珊娜·狄恩，來自1964年的紐約[27][33][34]，艾迪·狄恩之妻。在遇見羅蘭之前，蘇珊娜飽受多重人格——歐黛塔·霍姆斯及黛塔·沃克（Detta Walker）所苦[35]。在《黑塔II 三張預言牌》中，羅蘭與艾迪將她帶中世界，並協助讓這兩個人格合而為一[36]。此後，她變成了蘇珊娜，並從艾迪的姓[37]。蘇珊娜與艾迪相戀，兩人結為夫妻。她也在羅蘭的訓練下成為槍客。

- 「傑克」約翰·錢伯斯[38]，來自1977年的紐約[39][19][25]，埃爾默·錢伯斯（Elmer Chambers）之子[39]。傑克因車禍而死，死後意外來到中世界，並遇見了羅蘭[40]。在追尋黑衣人的過程中，羅蘭為了趕上黑衣人而任由傑克墜入深淵[41]。在《黑塔II 三張預言牌》中，羅蘭阻止了害死傑克的兇手[42]，於是傑克便再次復活，於《黑塔III 荒原的試煉》再次回到羅蘭的隊伍[43]，並在羅蘭的訓練下成為槍客。

- 仔仔，中世界的學舌獸。在《黑塔III 荒原的試煉》中，傑克餵了被其他學舌獸孤立的仔仔，仔仔便喜歡上傑克並開始跟隨著他[44]。羅蘭認為學舌獸能帶來好運，便讓傑克收養仔仔[45]。在遠征的旅途中，仔仔曾多次協助羅蘭與他的共業們。

- 卡拉漢神父，來自1987年的美國[46]，吸血鬼獵人，與黑暗勢力對抗，後來被送到中世界[47][48]，在故事的後半段加入羅蘭等人。

- 蘭道爾·佛來格，半人半魔的魔法師[49]。他最初的名字是山姆之子華特·派帝克（Walter Padick），有著悲慘的過去[50]。他擁有許多身分和上百個化名[10]，如梅林[51]、華特·歐汀（Walter o'Dim）[52]、「長生不老客」理查·芬寧（Richard Fannin）[49][50]或力軍恩（Legion）[53]、「步行男」[9]、馬登·寬斗篷[54]以及魯丁·費拉若（Rudin Filaro）[50]等等。佛來格的行動目的並不是黑塔，而是出於對羅蘭的憎恨[55]。在系列小說的後半段，佛來格雖然服務於血腥之王，但仍密謀自己支配黑塔[56]。

- 血腥之王，邪惡的最終化身與主宰，試圖征服並摧毀黑塔，目的是統治黑塔倒塌後陷入混沌的世界[57]。血腥之王目前被禁錮在黑塔的陽台上[58]。

## 創作

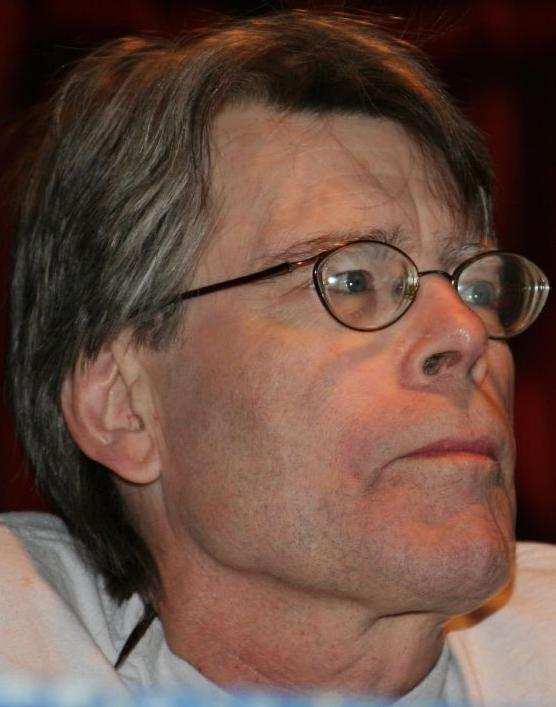
《黑塔》系列小說的作者史蒂芬·金。

美國作家史蒂芬·金從他大學畢業後（22歲）開始撰寫《黑塔》，在1970年3月寫下了系列小說的第一句「黑衣人橫越荒漠而逃，槍客緊追在後」。金在自序中寫道，他在觀賞電影《黃昏三鑣客》（1966年）時，發現了自己想要寫的小說類型：延續英國奇幻小說作家J·R·R·托爾金那追尋與魔幻的風格，但將背景改為《黃昏三鑣客》導演塞吉歐·李昂尼那壯闊的西部荒野。至於《黑塔》的創作靈感，金表示那源自於大學2年級時讀到的長篇敘事詩《公子羅蘭來尋黑塔》，該詩出自19世紀英國詩人羅勃特·白朗寧之手。他亦提到，奇幻小說《魔戒》、亞瑟王傳說和電影《鏢客三部曲》等作品也啟發了他。主角羅蘭·德斯欽的角色特質取材自《鏢客三部曲》中克林·伊斯威特所飾角色的形象。書中的新語言與《魔戒》有頗多相似之處。
1978年10月至1981年11月，金在《奇幻與科幻雜誌》上發表了5篇圍繞著槍客羅蘭的中篇小說，並於1982年將之集結成《黑塔I 最後的槍客》一書，以限量發行方式出版。接著，《黑塔II 三張預言牌》（1987年5月）、《黑塔III 荒原的試煉》（1991年8月）及《黑塔IV 巫師與水晶球》（1997年11月）陸陸續續地出版，以上4集的出版工作皆由唐納·M·格蘭特出版社負責。《黑塔》的前4集花費了金很多的時間來撰寫，金在自序中提到，這段時間內他收到了許多催書的信件，當中甚至有來日無多者的來信，哀求金能否透露後續情節。第四集的愛情故事讓金感到棘手而敷衍耽擱，直到寫完迷你剧集《史蒂芬金之鬼店》的劇本後才決心繼續動筆。
1998年，金寫了一篇《黑塔》的中篇小說《伊路利亞小姑娘》，收錄在羅伯特·西爾柏格主編的故事集《傳奇》裡出版。1999年6月19日，金在散步時被一輛廂型車撞上，右肺塌陷、右腿多處骨折、髖關節骨折等。2001年7月，身體逐漸好轉的金繼續動筆，他排開一切雜事，專心撰寫《黑塔》小說系列的最後3集。金在自序中如此說：「我（已經）知道我對人生的病痛老死並沒有免疫力。（……）我可不希望我的書成了另一本《坎特伯雷故事集》或是《艾德溫·杜魯德之謎》。」2003年，《黑塔》小說系列大致完工，金於11月3日在他的網站上宣布此一消息。從動筆到全系列完結，金一共耗費了33年（1970年至2003年）的時間來寫《黑塔》。最後3集依序為《黑塔V 卡拉之狼》（2003年11月）、《黑塔VI 蘇珊娜之歌》（2004年6月）及《黑塔VII 業之門》（2004年9月），依舊由唐納·M·格蘭特出版社出版。在這3集中，《黑塔V 卡拉之狼》裡的地名布萊恩·史特吉斯卡拉（Calla Bryn Sturgis）取自西部片《豪勇七蛟龍》（1960年）的導演約翰·司圖加（John Sturges）之名，只是拼法稍有不同；而武器「銀探子」（Sneetch）則可能參考自《哈利波特》中的「金探子」（Snitch）。
金表示，「雖然我將《黑塔》系列的每一本書分開修改，但要等到完成第7集後，我才真正視它們為一個完整的作品」。在回頭修改《黑塔I 最後的槍客》時，金發現其中有許多問題，如書中提到「法爾森」（Farson）是一座城鎮的名字；但在後面幾集中，它變成了另一名男子約翰·法爾森（John Farson）的名字。此外，金亦刪去了文中的許多贅句及贅詞。《最後的槍客》的修訂版較初版多出了35頁，並於2003年出版。史蒂芬·金考慮過撰寫整個《黑塔》系列的「第二稿」，可能還會將自己的角色從後半部刪掉，但至今仍未實現。2009年，金宣布，他有了另一部《黑塔》小說的想法。外傳《穿過鑰匙孔的風》於2012年2月出版，背景設定在第4集《黑塔IV 巫師與水晶球》與第5集《黑塔V 卡拉之狼》之間的插曲，金將其稱為第4.5集。該集分成三個層次展開：故事（即本書）、羅蘭講的故事、羅蘭講的故事中他講的故事。

### 插圖
《黑塔I 最後的槍客》、《黑塔I 最後的槍客》修訂版及《黑塔VII 業之門》的封面及內頁插圖由麥可·惠倫創作。菲爾·海爾為《黑塔II 三張預言牌》繪製了插圖。《黑塔III 荒原的試煉》、《黑塔IV 巫師與水晶球》及《黑塔V 卡拉之狼》的插圖分別由奈德·達美隆、戴夫·麥金與伯尼·萊森負責。達瑞·安德森（Darrel Anderson）創作了《黑塔VI 蘇珊娜之歌》的插圖。外傳《穿過鑰匙孔的風》的插圖由傑·李繪製。

### 有聲書
截至2020年3月，《黑塔》系列小說至少已有四種語言版本的有聲書——英語、德語、法語及俄語。英語版本的有聲書由喬治·圭德爾與法蘭克·穆勒錄製。此外，金亦有參與《黑塔V 卡拉之狼》的有聲書錄製，而《穿過鑰匙孔的風》的有聲書則由金本人親自朗誦。德語版本的有聲書由維托里奧·阿爾菲耶里與大衛·納森錄製。法語版本的有聲書由雅克·法蘭茨朗誦。《黑塔I 最後的槍客》的俄語版本的有聲書由伊戈爾·尼亞澤夫（Igor Knyazev）錄製。

### 索引
金在撰寫前四集時會回頭檢閱過往集數，並加上大量的註記。但在2001年打算寫完最後三集時，他發現故事已變得太龐大，僅是回頭翻閱並不足夠。金請他在緬因大學時的恩師伯頓·哈特倫幫忙，找尋一名可以整理《黑塔》的劇情資訊並寫成索引的人，而哈特倫找了羅蘋·佛斯。佛斯成為金的研究助理，幫忙整理索引和提供金需要的資料。這些索引後來整理出版成《史蒂芬金之黑塔索引》（Stephen King's The Dark Tower Concordance）。索引的第一卷於2003年出版，隔年入圍軌跡獎最佳非虛構作品/畫冊（Best Non-fiction/Art Book）。

### 訴訟
2017年3月，有未知人士對金提起訴訟，要求金給出5億美元以上的賠償金。他稱《黑塔》系列小說的主角羅蘭·德斯欽抄襲自《The Rook》的主角瑞斯汀·丹恩（Restin Dane）。訴訟者表示，兩者之間的相似之處不僅僅是姓名的首字母縮寫，兩者都有過時空旅行，與怪物戰鬥，且穿著也很相似。此外，訴訟者還指出，兩本書中的「塔」看起來一模一樣。《The Rook》於1977年首度出版，而《黑塔I 最後的槍客》則於1982年出版；金亦曾承認他有讀過《The Rook》。金未對此做任何回應。外界指出，提起訴訟者在改編電影《黑塔》上映前幾個月提起訴訟，其意圖相當明顯：金錢。亦有人指出，兩者之間的相似不見得是侵犯版權，且金早在1969年便開始構思《黑塔》系列和槍客的角色。

## 出版資訊
| 正傳                    | 正傳                | 正傳                   | 正傳       | 正傳                   | 正傳           | 正傳                   |
| 集數                    | 唐納·M·格蘭特出版社 | 唐納·M·格蘭特出版社    | 皇冠出版社 | 皇冠出版社             | 人民文学出版社 | 人民文学出版社         |
| 集數                    | 發售日期            | ISBN                   | 發售日期   | ISBN                   | 發售日期       | ISBN                   |
| ----------------------- | ------------------- | ---------------------- | ---------- | ---------------------- | -------------- | ---------------------- |
| 《黑塔I 最後的槍客》    | 1982年              | ISBN 978-0-937986-50-9 | 2007年8月  | ISBN 978-957-33-2337-2 | 2006年5月      | ISBN 978-7-02-005478-7 |
| 《黑塔II 三張預言牌》   | 1987年5月           | ISBN 978-0-937986-90-5 | 2007年8月  | ISBN 978-986-473-227-2 | 2006年5月      | ISBN 7-02-005481-1     |
| 《黑塔III 荒原的試煉》  | 1991年8月           | ISBN 978-0-937986-17-2 | 2007年10月 | ISBN 978-957-33-2338-9 | 2006年5月      | ISBN 978-7-02-005496-1 |
| 《黑塔IV 巫師與水晶球》 | 1997年11月          | ISBN 978-1-880418-38-3 | 2007年12月 | ISBN 978-957-33-2368-6 | 2007年4月      | ISBN 978-7-02-006049-8 |
| 《黑塔V 卡拉之狼》      | 2003年11月          | ISBN 978-1-880418-56-7 | 2008年2月  | ISBN 978-957-33-2391-4 | 2007年5月      | ISBN 978-7-02-006236-2 |
| 《黑塔VI 蘇珊娜之歌》   | 2004年6月           | ISBN 978-1-880-41859-8 | 2008年4月  | ISBN 978-957-33-2406-5 | 2008年3月      | ISBN 978-7-02-006551-6 |
| 《黑塔VII 業之門》      | 2004年9月           | ISBN 978-1-880418-62-8 | 2008年6月  | ISBN 978-957-33-2425-6 | 2009年3月      | ISBN 978-7-02-006922-4 |
| 外傳                    |                     |                        |            |                        |                |                        |
| 集數                    | 唐納·M·格蘭特出版社 | 唐納·M·格蘭特出版社    | 皇冠出版社 | 皇冠出版社             | 上海文藝出版社 | 上海文藝出版社         |
| 集數                    | 發售日期            | ISBN                   | 發售日期   | ISBN                   | 發售日期       | ISBN                   |
| 《穿過鑰匙孔的風》      | 2012年2月           | ISBN 1-880418-76-2     | 2014年11月 | ISBN 978-957-33-3113-1 | 2013年         |                        |

## 回響與榮譽
截止至2010年，《黑塔》系列小說的正傳七部曲已經在全球40個國家售出超過3000萬冊。書評對《黑塔》系列小說的評價多為正面。《華盛頓郵報》的比爾·謝漢（Bill Sheehan）稱該系列小說「富含人性」，認為其是「奇幻的史詩」、「真正的大師之作」及「偉大、純然的說故事典範」，並讚譽該系列小說「充滿著出色的橋段……如災難般的遭遇和淒慘的不幸事件等等」。《波士頓環球報》的艾瑞卡·紐南（Erica Noonan）稱讚了系列小說中的迷人世界，但指出其史詩般的性質對讀者不大友善。《舊金山紀事報》的麥可·貝瑞（Michael Berry）稱該系列小說的前半段為「裝模作樣的大雜燴」，但稱讚了系列小說的結局。《黑塔》系列小說的粉絲、電影版的導演尼科萊·阿爾賽認為，史蒂芬·金在故事中結合個人私密和浩瀚史詩的元素是與讀者產生連結的最大原因。差評則有《SF Site》的馬修·佩克漢姆（Matthew Peckham），他認為系列小說的故事有些問題，如血腥之王的背景和動機並沒有得到充分解釋，令人失望。
榮譽方面，系列的第二集至第七集接連入圍軌跡獎，其中第三集入圍最佳恐怖/黑暗奇幻小說，其他則都是入圍最佳奇幻小說獎。第七集《黑塔VII 業之門》於2005年榮獲英國奇幻獎。2011年8月，美國全国公共广播电台（NPR）公布「百大科幻與奇幻小說」的票選結果，《黑塔》系列小說排在第23名。

## 改編作品

### 漫畫
2005年10月，史蒂芬·金與漫威漫畫簽約，授權出版共七集的限期系列《槍客誕生》。該系列的劇情圍繞著年輕時的羅蘭·德斯欽。羅賓·佛斯負責設計該系列的劇情，彼得·大衛設計對白，並由傑·李繪製。第一集於2007年2月7日出版，金、大衛、李及漫威的總編輯喬·克薩達出席時代廣場推廣該書，而最後一集則於6月出版。接著，其他幾套漫畫書也陸陸續續出版。

### 電影

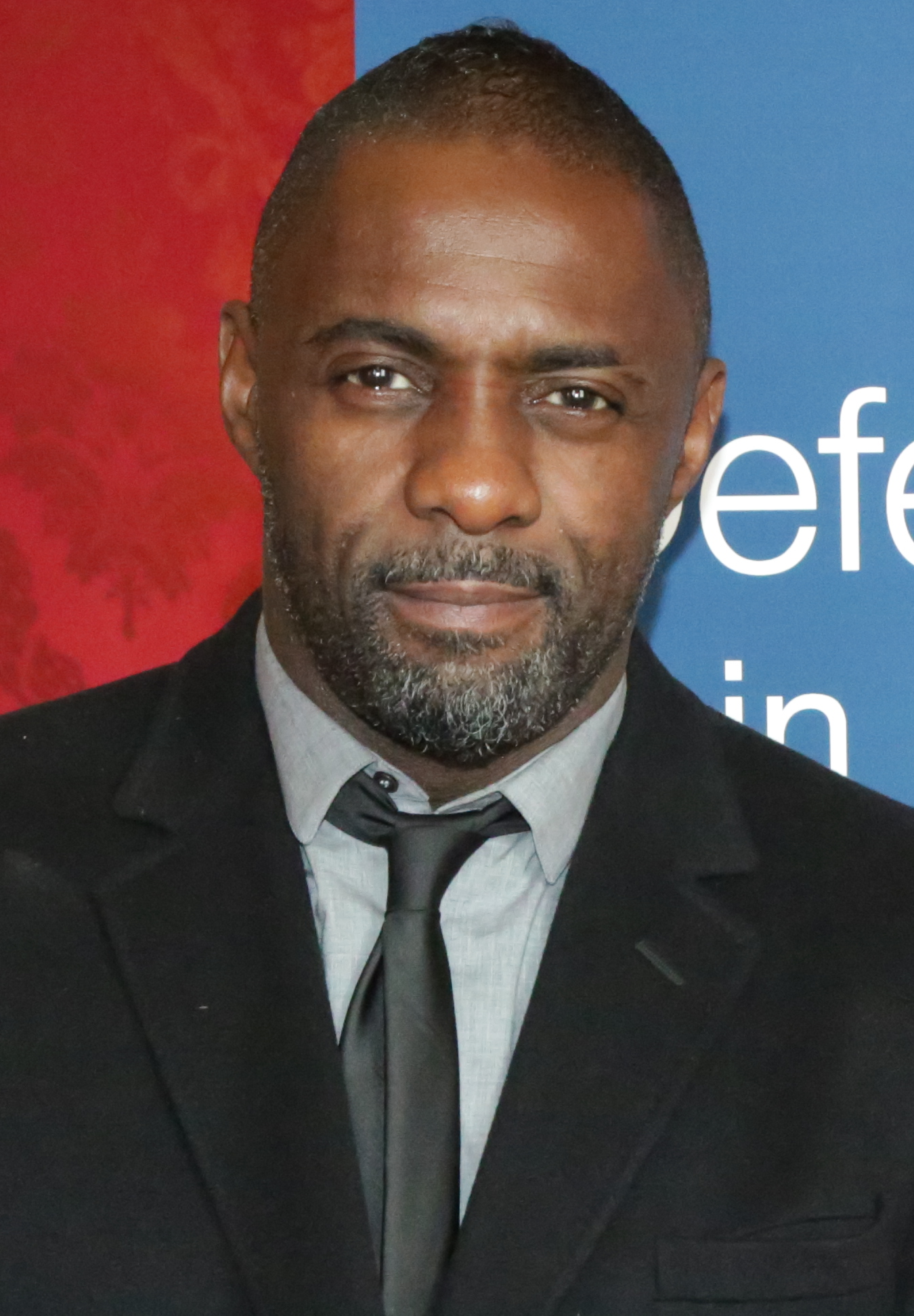
在改編電影《黑塔》中飾演羅蘭·德斯欽的演員伊卓瑞斯·艾巴。

將《黑塔》小說改編成電影的作業由J·J·亞伯拉罕於2007年起頭，但他於2009年10月表示，自己已不再參與該計劃。2010年10月29日，據報導，《黑塔》電影三部曲中的首部電影將於2013年5月17日由環球影業發行。2011年7月19日，環球影業取消了對《黑塔》電影及電視劇製作的支持。據報導，工作室無法與製片人朗·霍華達成協議。儘管如此，製作人白賴仁·基沙證實，改編作業仍會持續進行，並指出HBO已開始製作改編自《黑塔》系列小說的電視劇。2012年3月13日，據報導，華納兄弟表示，他們有興趣製作第一部《黑塔》電影，而曾打算飾演羅蘭·德斯欽的羅素·克洛則退出了劇組。該報導指出，拍攝作業可能會在2013年開始。然而，華納兄弟最終選擇將電影轉手交給其他工作室製作。
根據2015年4月10日Deadline.com的報導指出，索尼影業將接手製作首部《黑塔》電影及電視劇，並採用曾於2010年初與傑夫·賓克一同製作該片的阿奇瓦·高斯曼的劇本。6月2日，尼科萊·阿爾賽獲聘執導電影。索尼影業於8月5日宣布，該片將於2017年1月13日在美國上映。2016年3月1日，據報導，伊卓瑞斯·艾巴與馬修·麥康納雙雙加盟了電影，將分別飾演羅蘭·德斯欽及蘭道爾·佛來格。據3月5日的報導指出，美國的發行日期推遲至2017年2月13日。電影於2016年4月在南非開拍。片中也有部分場景在紐約取景。2017年5月3日，首支官方預告片釋出。電影最終於2017年8月4日上映，所獲評價以負面居多，有影評人認為該片的劇情既脫離原著又糟糕，但艾巴飾演羅蘭的表現獲得了影評青睞。《黑塔》小說的結尾揭示了羅蘭的追尋一再重來，電影中羅蘭攜帶著艾爾德的號角，顯示該片的背景為小說的延續。金表示，電影系列與衍生電視劇將圍繞著羅蘭「最後一次」追尋黑塔的旅程。

#### 衍生電視劇
2016年9月，《娛樂周刊》報導，待電影上映後，與電影相同世界觀的《黑塔》電視劇將於2018年推出，由媒體權利資本公司（MRC）製作，葛倫·馬札拉擔任節目統籌，演員伊卓瑞斯·艾巴（飾演羅蘭·德斯欽）、湯姆·泰勒（飾演傑克·錢伯斯）與丹尼斯·赫柏特（飾演史蒂芬·德斯欽）都將回歸出演。據報導，該劇會補充電影的背景故事，且會有新演員來飾演年輕時的羅蘭及華特·派帝克。該劇的劇情改編自《黑塔IV 巫師與水晶球》及外傳《穿過鑰匙孔的風》，同時也會帶有《黑塔I 最後的槍客》的元素。馬札拉表示，該電視劇將會探討「為何華特會成為黑衣人，以及他與羅蘭之間的讓羅蘭失去一切及所愛之人的競爭」。2018年2月，據報導，亞馬遜公司買下了《黑塔》的電視劇改編權，但亞馬遜公司並未證實這一點。此外，艾巴、泰勒和赫柏特是否回歸成了未知數。3月，根據《綜藝》雜誌報導，該劇將講述羅蘭成為槍客的起源，以及他與華特的第一次交手，而亞馬遜公司已承諾製作兩季。該劇的主演也重新選過，據消息人士透露，試播集中的羅蘭和華特將分別由英國男演員山姆·史崔克和芬蘭男演員亚斯佩尔·派科宁飾演。6月，迈克尔·鲁克、傑羅姆·弗林和喬安納·里貝羅（Joana Ribeiro）也加入了演員陣容。2020年1月，亞馬遜公司宣布，他們不會再推動試播集的進度，不過製作公司MRC已經在物色其他劇本。
2022年12月，根據麥可·弗拉納根在訪談中的說法，《黑塔》的電視劇改編權目前由Intrepid Pictures持有，弗拉納根已寫好試播集的劇本，並規劃了五季加上兩部電影的內容。

#### 續集
史蒂芬·金在受訪時表示，自己希望能參與《黑塔》續集的製作，並透露續集將是一部R級電影。金還表示，續集中的羅蘭會帶著一頂帽子。《黑塔》的導演尼科萊·阿爾賽在受訪時宣布，續集將根據《黑塔II 三張預言牌》改編，艾迪與蘇珊娜將會登場。

### 遊戲
2009年，一款改編自《黑塔》的Flash游戏《Discordia》發布於史蒂芬·金的官網上，供人免費遊玩。

## 與史蒂芬·金其他作品的關聯
《黑塔》系列小說在史蒂芬·金的眾多作品中處於核心地位，與金部分其他的作品有些許關聯。角色部份，反派角色蘭道爾·佛來格曾以各種身分出現在史蒂芬·金的其他小說，如《末日逼近》（1978年）、《龍之眼》（1986年）及《關蒂的按鈕盒》（2017年）中，小說集《勿忘我》（1999年）收錄的《1983 盲眼威利》中也有疑似他的角色。泰德·布羅廷根（Ted Brautigan）原本是《勿忘我》收錄的《穿黃外套的下等人》中的人物。卡拉漢神父原是金的另一本小說《撒冷地》（1975年）的角色。角色派崔克·丹維爾（Patrick Danville）及血腥之王曾在《失眠》（1994年）中登場，而後者後來又在《穿黃外套的下等人》中出現。丁奇·恩蕭（Dinky Earnshaw）原是金的中篇小說《終極無敵》（1997年）的角色。《鬼店》（1977年）角色丹尼·托倫斯與傑克·錢伯斯有一絲聯繫，且兩人都有靈知能力（《鬼店》中稱之為閃靈）。順帶一提，《黑塔II 三張預言牌》中有提到《鬼店》的改編電影《鬼店》（1980年）。
劇情方面，金的另一部小說《牠》（1986年）之中有提到《黑塔》的相關情節。金撰寫的一本有關《黑塔》的繪本《噗噗查理》於2016年出版。該繪本是一本「書中書」，原本出現在《黑塔III 荒原的試煉》中。

## 附註
1. ↑  指命運與共者[1]，又或者是羅蘭說的「一群受命運束縛在一起的人」[2]。至於「業」，按照羅蘭的說法，「業」簡單而言就是宿命，但真正的含義更複雜、更難定義[3]。
2. ↑  全部共有13顆，擁有神奇的邪惡魔法，它們大多靠傷害人類來維生[6]，其中最強的是「黑十三」[7]，有可能使人跨界[8]。
3. ↑  《黑塔V 卡拉之狼》中的前情提要透露「大善人」約翰·法爾森就是蘭道爾·佛來格[9]，但是這一點後來在《黑塔VII 業之門》中被推翻[10]。
4. ↑  作者在說明中稱之為「我們的世界」，對比「槍客的世界」[11]，不過為了方便理解，此處介紹時寫作「現實世界」。
5. ↑  羅蘭和父親是艾爾德的血脈[12][13]，《黑塔I 最後的槍客》中傑克提及亞瑟王傳說時羅蘭有所反應[14]，可推知亞瑟·艾爾德曾是基列地的統治者，稱作「基列丁主」[15]。《黑塔VII 業之門》中佛來格也提到，亞瑟·艾爾德是「在始道崛起後的第一位國王以及黑塔的守護者」[16]。
6. ↑  這兩部作品皆未能在其作者生前完成[72]。
7. ↑  此外，書中有一個銀探子的序號為「銀探子 哈利波特型 # 465-11-AA HPJKR」[77]，有媒體認為「HPJKR」即為「《哈利波特》，J·K·羅琳」的頭字母縮寫，帶有致敬意味[62]。
8. ↑  修訂版與原版的不同之處可以參考這篇網路貼文[80]，當中列舉出的內容以原文版為準，與實際書籍內容和中文譯本可能有所出入。
9. ↑  美國電影分級制度中，R級是「未滿17歲（的觀眾）必須由家長或成年監護人陪同才能入場觀看」的電影[165]。